# 阿道夫·德拉特
阿道夫·德拉特（法語：Adolphe Delattre，1805年2月12日—1854年1月3日）是一名法國鳥類學家。
1831年至1851年間，他曾數次遠征美洲，對收集蜂鳥特別感興趣。他單獨或與朱爾·布爾西耶一起命名了許多新物種。1839年，他與博物學家勒內-普里梅韋勒·萊松一起描述了七種蜂鳥。
棕冠蜂鳥（Lophornis delattrei）以他的名字命名。